# 疲労骨折
疲労骨折（ひろうこっせつ）は、一度では骨折に至らない程度の応力が、骨の同一部位に繰り返し加わることにより発生する骨折である。また、この骨折は女性運動選手の3主徴とされる、骨粗鬆症、無月経、摂食障害の徴候とされている。

## 概要
転倒や強打が原因になることは無く、短期的に集中的なトレーニングを行ったときに生じることが多いのも特徴である。つまり、繰り返し加わる小さな負荷によって生じる骨の異常。いわば、骨に生じた金属疲労のような状態で、軽度な場合は骨に細かなひびが生じる程度であるが、重症化すると強くない応力で外傷性骨折のような断裂に至ることもある。早期に発見し治療を開始することで、スポーツ現場への早期復帰が可能になるが、重症化した場合では選手引退後の日常生活に支障を生じる場合もある。
スポーツ選手の場合、疲労骨折が見つかった場合は直ちに練習は中止し、治療を開始する必要がある。治療開始後は、3週間から8週間ほど練習を中止してから医師の指導の下徐々に再開をする。その間はプールなどを使用して心肺機能を維持し筋力低下を抑制することが望ましいとする見解もある。また、後遺症防止のためにも学校、学校検診医師、専門医間の連携が重要視されている。

## 原因
スポーツにおける主原因は、負荷の継続（跳躍や長時間の疾走）、筋力不足、未熟な技術、体の柔軟性不足、衝撃吸収力に欠ける靴や用具および装具の使用など。しかし単一の要因だけでは無く、継続した激しい運動による体重低下やカルシウム摂取量の不足や、それに伴い生じる骨密度（骨塩量）の低下が副次的な原因となり得る。
特に、女子選手は無月経で骨密度が低下しやすく疲労骨折を生じやすいとされている。つまり、疲労骨折を繰り返す女性は体重低下による無月経により誘発される骨粗鬆症の可能性が高いとする見解がある。
体操などの跳躍系の競技、陸上競技、駅伝・マラソンなどの長距離競技、野球、サッカー、バレーボールなどが上位を占めるが多岐に渡る。

## 症状
明らかな外傷は無く、運動直後のみ痛みが出現するものから安静時でも痛みがつづくものまで、病状によりさまざまである。圧痛部位は大腿骨以外は限局されており腫脹や硬い隆起が触れることもある。
典型的な初期症状は、運動中の痛みで運動を止めると消失する特徴がある。症状が進行すると痛みの発現が次第に早まるともに常に運動を妨げる程度の痛みを生じ、体重がかかっていない状態でも痛みが持続する。

### 好発部位
スポーツ種目により発生しやすい部位は異なり、
1. 中足骨（第2中足骨）
2. 脛骨
3. 腓骨
4. 肋骨[10]

などの下肢の負荷の集中する部位に多いが、まれに、大腿骨、膝蓋骨、骨盤、踵骨などにも発生する。

## 診断
画像診断の単純X線撮影では、初期には異常が見られないことも多いが、2-3週間後に再検査すると骨膜反応などの異常が見つかることも多い。一方MRI、骨シンチグラフィーは早期診断に有用である。

## 治療
通常ギプス包帯や装具は選択されず安静を保つ（骨折があり転位をしているもの以外は外固定の必要はない）。治癒には、3週間から12週間必要とされている。そして疲労骨折に至った原因（骨塩量減、偏平足や過回内足、柔軟性の低下など）を除去する必要がある。ただし大腿骨や脛骨の疲労骨折では外科的手術による治療が選択されることもある。

### 後遺症
発生部位が大腿骨の場合、骨折完治後も歩行困難な状態が解消しないという事例が報告されている。